# Parker (Texas)
Pour les articles homonymes, voir Parker.
La ville de Parker est située dans le comté de Collin, dans l’État du Texas, aux États-Unis. Elle comptait 3 811 habitants lors du recensement de 2010.

## À noter
C'est dans cette ville qu'est situé le ranch de Southfork, où a été tournée la série Dallas de 1978 à 1991 et la nouvelle série depuis 2012.
C'est au sud-est de cette même ville que l'explosion d'une ferme laitière au Texas en 2023, suivie d'un incendie a tué plus de 18 000 bovins.